# Бяла (Русенская область)
Бяла (болг. Бяла) — город в Болгарии. Находится в Русенской области, входит в общину Бяла. Население составляет 8105 человек (2022).

## История
Впервые населённый пункт упоминается в турецком регистре 1618 года. Название Бяла, происходит от белого цвета окрестных скал.
В 1831—1837 гг. здесь была эпидемия чумы.
В 1845 году здесь учительствовал Петко Славейков.
Во время Русско-турецкой войны 1877—1878 гг. за освобождение Болгарии с 29 июля по 13 августа в Бяле размещалась главная штаб-квартира императора Александра II.

## Политическая ситуация
Кмет (мэр) общины Бяла — Юрий Петков Симеонов (партия «Гражданский союз за новую Болгарию») по результатам выборов.

## Достопримечательности
Рядом с городом находится Беленский мост через реку Янтра, построенный в середине XIX века архитектором Николой Фичевым

## Люди, связанные с Бялой
- Вревская, Юлия Петровна — баронесса, урождённая Варпаховская. Во время Русско-Турецкой войны 1877—1878 гг. сестра милосердия полевого госпиталя Российского Красного Креста, похоронена в Бяле.